# 罗珺
罗珺（1969年2月—），云南大姚人，彝族，无党派人士。中华人民共和国政治人物、第十三届全国人民代表大会云南省代表。

## 生平
2018年，罗珺被选为云南省出席第十三届全国人民代表大会代表。